# Португальцы в Зимбабве
Португальцы в Зимбабве — этническая группа лиц португальского происхождения, проживающая на территории Зимбабве.

## История
Первыми белыми исследователями Южной Африки были португальцы. В 1505 году Альбуркерке основал в устье реки Софала первое европейское поселение. Васко де Гама захватил остров Мозамбик в 1506 году, откуда началась экспансия в глубь континента. В 1565 году португальцы отправили экспедицию вверх по Замбези и появились на территории нынешнего Зимбабве, там они застали два крупных государственных образования: Мутапа на севере (ядром его были каранга, один из кланов шона) и Торва (также, вероятно, принадлежавшее шона) на юго-востоке. Португальцы посещали главным образом государство Мутапа, с которым поддерживали регулярные контакты. В это же время в глубь континента были отправлены христианские миссионеры. Самым известным из этих первых поселенцев был иезуит Гонсало да Силвейра. Иезуитский центр социальной справедливости и развития, расположен в Чишаваша, в 22 км от центрального делового района Хараре, назван в его честь. В 1569—1572 годах Франсишку Баррету возглавил португальскую экспедицию вглубь государства Мономотапа, преследовавшую цель захватить легендарные золотые копи империи, но провозглашавшую религиозные мотивы «крестового похода» в отместку за убийство иезуитского Сильвейры.
Около 1550 года в Торва к власти пришло племя розви, входившее в один из кланов шона — чангамире. Правители империи Розви признавали сюзеренитет Португалии с 1629 года. Со временем под португальским влиянием государство Мутапа также распалось на несколько мелких княжеств. В 1632 году португальцы заняли Тете. Убывающее политическое значение и могущество Португалии сделали невозможными эффективную колонизацию и контроль над внутренними областями Африки. Розви во главе с Чангамире полностью изгнали португальцев с территории Зимбабве в 1693 году. В настоящее время мало что напоминает о португальских поселениях в Зимбабве так как руины плохо сохранились. Питер Гарлейк обнаружил развалины трёх из этих поселений в Дамбараре, Масапа и Луанце.
В 1875 году спор между Англией и Португалией о владении заливом Делагоа был решен в пользу Португалии. Результат последующего столкновения между английскими и португальскими интересами в Африке был менее благоприятным для Португалии. Согласно «теории внутренних районов», Португалия претендовала на господство над территорией, расположенной между её владениями на восточном (Мозамбиком) и западном (Анголой) побережьями Африки. Когда в 1889 году Великобритания провозгласила свой протекторат над Матабелеландом, Машоналендом, Ньяссалендом и т. д. Португалия, несмотря на огромное негодование, вызванное этим, вынуждена была признать британские приобретения.
В результате Революции гвоздик Португалия утратило все свои колонии, что привело к значительной волне эмиграции португальцев из них. Многие португальцы эмигрировали в Португалию, где их прозвали «реторнадос», в близлежащие Малави, Родезию, Южную Африку, а также Бразилию и США. Наибольшее количество португальских мигрантов прибыло в Родезию из Мозомбика. После начавшихся там революционных событий и последовавшей за ней гражданской войной, количество португальцев в стране снизилось с 370000 до 80 000, а впоследствии лишь 10 000 этнических португальцев выбрали мозамбикское гражданство.

## Современное положение
По состоянию на 2020 год в Зимбабве проживает около 17000 португальцев. Потомков португальских поселенцев, которые родились и выросли в португальских колониях, называли «криулосами».

## Религия
Подавляющее большинство зимбабвийских португальцев являются прихожанками Римско-католической церкви. Есть небольшой процент евангелистов, который медленно увеличивается.
Для большинство из зибабвийских португальцев вера не является активной частью их жизни и лишь небольшой процент посещает мессу еженедельно.